# جون فيلدينغ (لاعب كرة قدم)
جون فيلدينغ (بالإنجليزية: John Fielding)‏ (7 أبريل 1982 في المملكة المتحدة - ) هو لاعب كرة قدم بريطاني في مركز الدفاع. لعب مع نادي هاروجيت تاون ونادي يورك سيتي.

## وصلات خارجية
- جون فيلدينغ (لاعب كرة قدم) على موقع قاعدة بيانات كرة القدم.إي يو (الإنجليزية)
- جون فيلدينغ (لاعب كرة قدم) على موقع Soccerbase.com (لاعب) (الإنجليزية)